# Calotriton asper

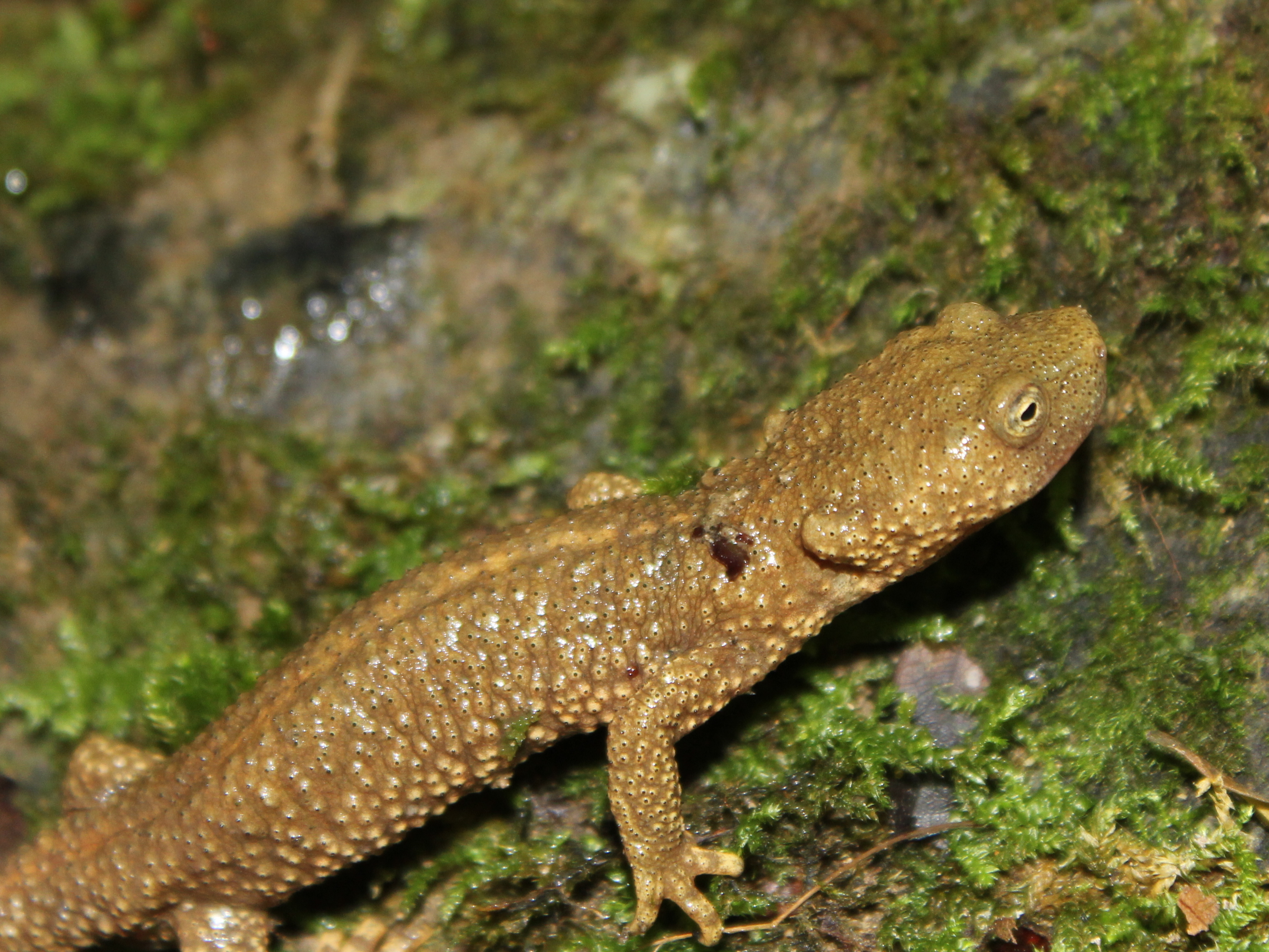
Calotriton asper - MHNT

El tritón  pirenaico (Calotriton asper o Euproctus asper) es una especie de anfibio urodelo de la familia Salamandridae. Es una especie endémica de los Pirineos que se distribuye por España, Francia y Andorra, con una distribución típicamente montana y altimontana.
Los adultos tienen de 10 a 15 cm de largo de los cuales casi la mitad corresponden a la cola, bastante aprimada. Tienen el dorso color castaño más bien oscuro y uniforme, a veces con alguna mancha amarilla o una raya longitudinal amarilla en la espalda. El vientre lo tiene amarillento. A diferencia de otras especies de tritones, el adulto no tiene cresta en la espalda ni en la cola. La larva, de color más claro con manchas oscuras, sí que tiene cresta pero solo en la cola.
En época de celo el macho tiene el vientre anaranjado o rojizo. Es ovíparo y su metamorfosis dura un año en media montaña y dos en alta montaña. Por el día permanece inmóvil y por la noche gana actividad. Hiberna 8 o 9 meses. Come insectos y otros invertebrados.

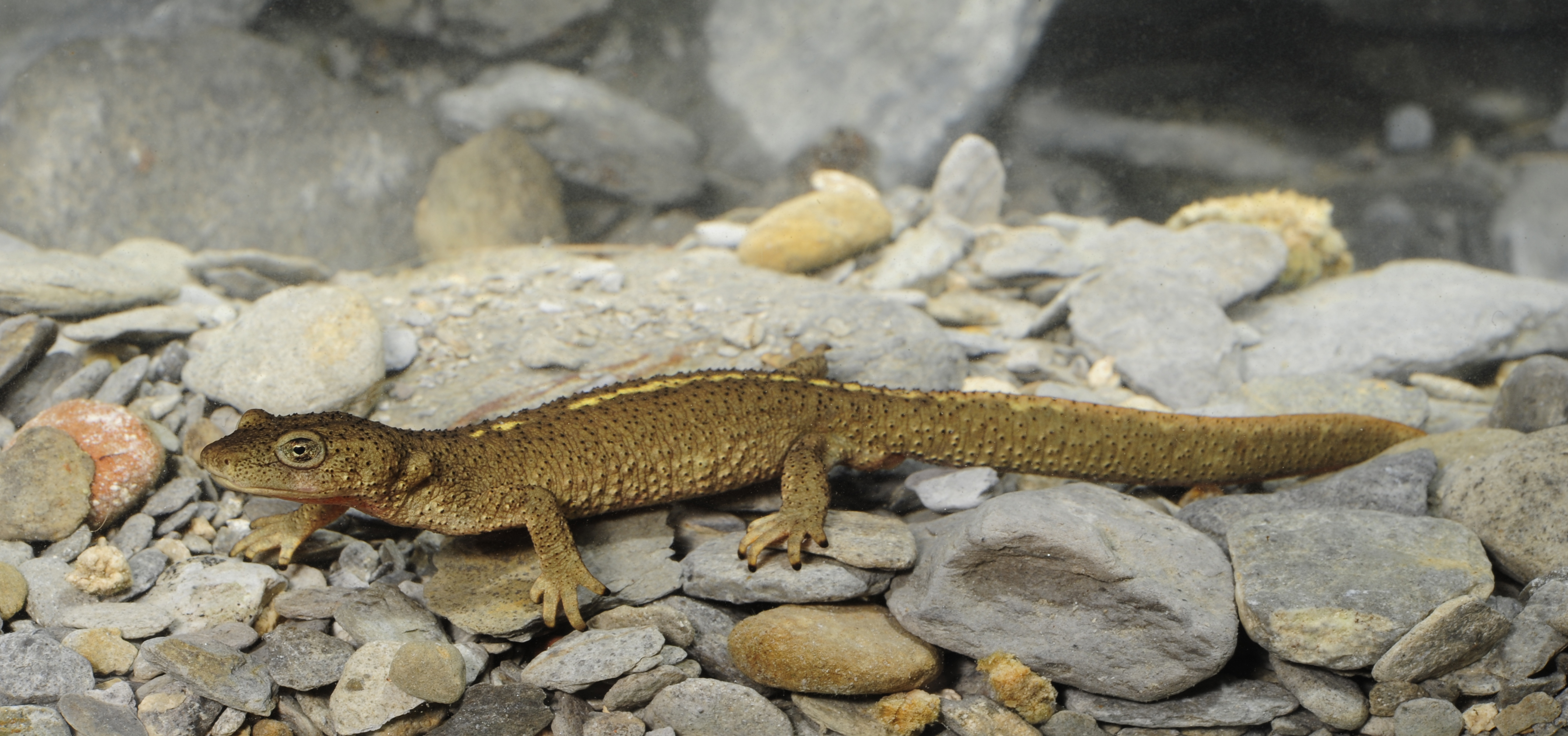
Calotriton asper

Se encuentra en ambas vertientes del Pirineo y en puntos del Prepirineo, entre los 500 y los 2500 m, como en Corbières. En Cataluña, fuera del Pirineo, hay pequeñas poblaciones aisladas en el Montsec, la sierra de las Guillerías y el Montseny. Se lo encuentra sobre todo en aguas limpias, sin excesiva corriente y no demasiado hondas, aunque es capaz de adaptarse a balsas, torrentes, arroyos, lagos e incluso abrevaderos de ganado. En general prefiere localizaciones sombrías en cotas bajas y más soleadas a más altura. Es bastante acuático, pero fuera del periodo reproductor se lo puede encontrar también fuera del agua. Se desplaza más caminando por el fondo que nadando.
Se encuentra amenazado por la pérdida de hábitat y los pesticidas.